# Cristo de Chircales
O Cristo de Chircales, ou Santíssimo Cristo de Chircales, é uma pintura a óleo em linho de um autor anônimo, preservada no Santuário do Santíssimo Cristo de Chircales, Valdepeñas de Jaén, datada do século XVI.
A obra ali representa um Calvário, com Cristo crucificado, Virgem Maria, São João Evangelista e um personagem ajoelhado aos pés, que alguns autores identificam como um eremita doador e outros como ajoelhado o apóstolo São Pedro. A pintura preside no altar-mor da Igreja do Sanctum de Chircales, local a 5 quilômetros de Valdepeñas de Jaén, na Espanha, daquele nome de captura. Sanctum de origem medieval, e em que a partir do século XVI localizou uma comunidade de eremitas que sobreviveu até os confiscos durante o século XIX. É a devoção mais importante da região de Valdepeñas de Jaén, e em relação ao mesmo diversas irmandades foram constituídas. Deles sobrevivem a Irmandade do Santíssimo Cristo de Chircales em Valdepeñas de Jaén, fundada em 1834, e a Irmandade de Jaén do Santíssimo Cristo de Chircales, de 1867. Sua festa é celebrada em 2 de setembro, e é um feriado local. No primeiro domingo de maio é celebrada uma peregrinação popular em sua homenagem. A importância local e regional da peregrinação, bem como os seus valores religiosos e tradicionais festivos, permitiram a sua recente declaração como Património Imaterial da Andaluzia.